# Friedrichstadt
För andra betydelser, se Friedrichstadt (olika betydelser).
Friedrichstadt (danska: Frederiksstad) är en stad i Schleswig-Holstein, mellan floderna Eider och Treene samt genomskuren av flera flodarmar och kanaler.
Staden anlades 1621 av holländska arminianer och uppkallades efter hertig Fredrik III av Holstein-Gottorp. I kriget 1850 intogs staden den 7 augusti av danskarna, som där upprättade tre försvarslinjer. Dessa besköts och stormades 29 september-4 oktober av schleswig-holsteinarna under general von der Tann, men stormningen slogs tillbaka, varefter tyskarna genom en häftig gevärs- och artillerield lade en stor del av staden i aska.